# HQ9+
HQ9+ es un lenguaje de programación esotérico que consiste en sólo cuatro instrucciones, cada una de un solo carácter: H, Q, 9, y + (de ahí el nombre). No es Turing completo, pero es muy eficaz.

## Propósito del lenguaje
En el invierno de 2000, Cliff L. Biffle creó el lenguaje HQ9+ como una broma. Lo basó en los ejemplos más comunes de código fuente en los lenguajes de programación. Esos ejemplos eran los programas "hola mundo", los quines, y los programas que imprimen la letra de la canción inglesa 99 Bottles of Beer ("99 botellas de cerveza"). Para hacer estos tipos de programas, HQ9+ es el mejor. Sin embargo, es completamente inútil para todos los otros tipos de programas.

## Lista de las instrucciones
- La instrucción H imprime el texto "Hello, world!".
- La instrucción Q imprime el código fuente del programa (que es conocido como un quine).
- La instrucción 9 imprime la letra completa de la canción 99 Bottles of Beer.
- La instrucción + incrementa el registro acumulador.

## Ejemplos de programas en HQ9+
| Entrada | Salida          |
| ------- | --------------- |
| H       | Hello world!    |
| HQ      | Hello world! HQ |
| QQQQ    | QQQQ            |
| Q+Q+Q   | Q+Q+Q           |

Además, este programa incrementaría el acumulador tres veces. Nota que un programa que contiene algo más que instrucciones + y una sola instrucción Q imprime más que su código fuente, y por tanto no es un auténtico quine.